# Bohorodička

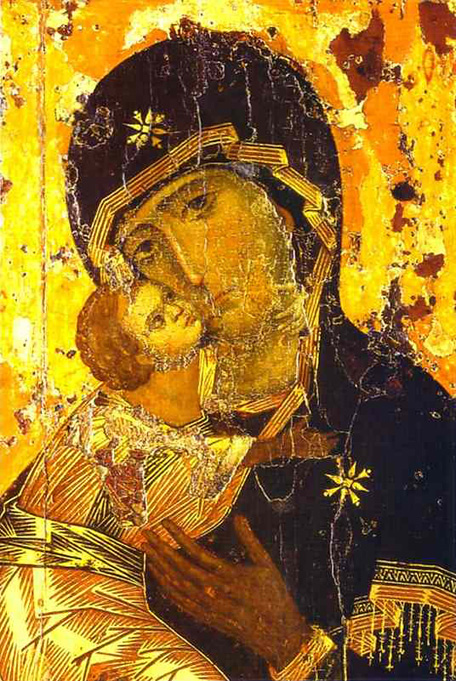
Theotókos je též typ ikon: zde jedna z nejslavnějších znázorňujících Marii jako bohorodičku – Bogorodica Vladimirskaja, Rusko, 12. stol.

Bohorodička, tj. „Boží rodička“ (řecky Theotókos, Θεοτόκος) je titul, který církev již ve starověku připisovala Ježíšově matce Marii a který byl schválen Efezským koncilem roku 431 jako dogma.

## Historie

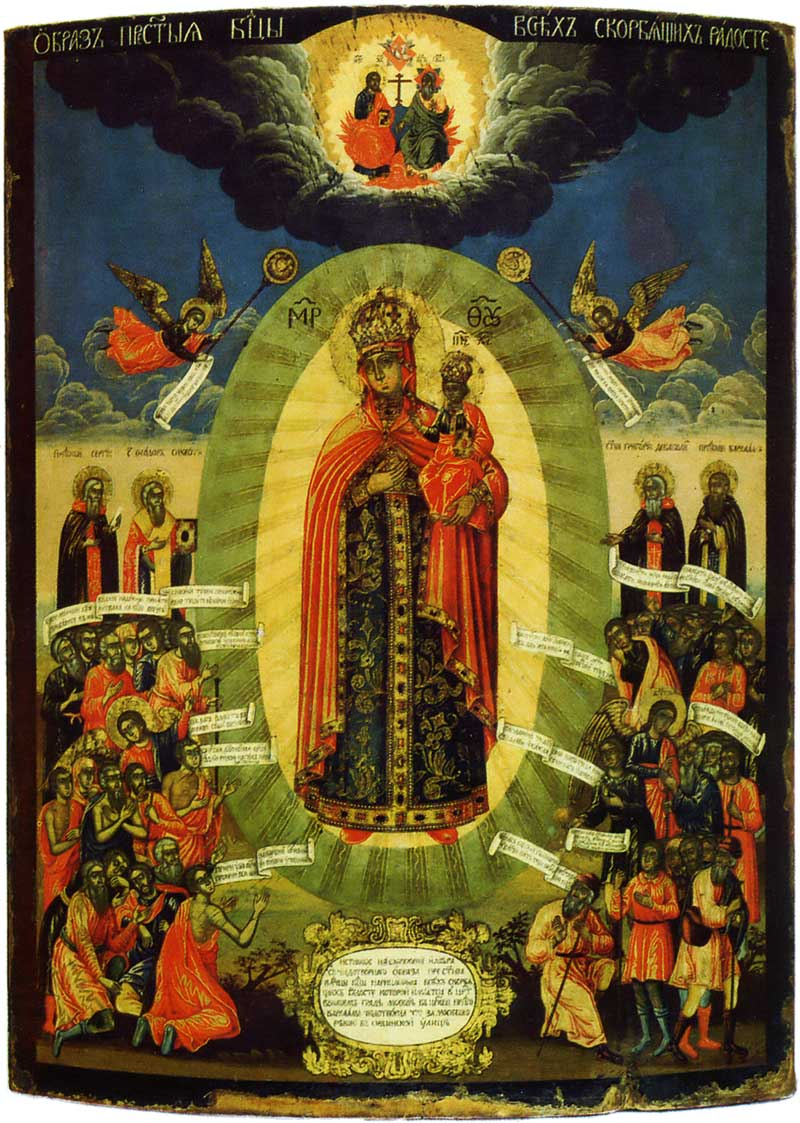
Bohorodice Všech strádajících a zarmoucených radost

Pojem Theotókos byl v teologii 5. století velmi důležitý, neboť stručně vyjadřoval, že Mariin syn Ježíš byl zcela Bůh a zcela člověk, že tedy v jediné osobě Ježíše Krista byly sjednoceny dvě přirozenosti – božská a lidská. Proti tomuto pojetí stál Nestoriův pojem Christotókos (Χριστοτόκος, rodička Krista, „Kristorodička“), který omezoval Mariinu úlohu na matku Ježíšova lidství.
Efezský koncil odsoudil nestoriánství jako herezi, neboť vlastně v Ježíši Kristu předpokládalo dvě samostatné osoby – jednu lidskou a jednu Boží. Koncil tak definoval, že ačkoli byl Ježíš zcela Bůh i zcela člověk, jeho božství a lidství bylo věčně spojeno v jediné osobě, a to osobě Boží věčného Syna coby druhé osoby Nejsvětější Trojice, a proto Marii přísluší pojmenování Bohorodička.
Do latiny se řecké Θεοτόκος překládalo Mater Dei, Dei Genitrix nebo Dei Genetrix.
Zřejmě už ze čtvrtého, ne-li třetího století pochází nejstarší známá modlitba oslovující Marii jako Boží rodičku, Pod ochranu tvou.
Toto pojmenování Marie nemělo nikdy označovat, že by byla souvěčná s Bohem, že by existovala dříve než Bůh a nebo že by byla zdrojem Ježíšova božství.

## Užití v liturgii
Východní liturgie tuto nauku vyjadřuje v jednom ze svých hymnů: „Ten, kterého nemohl pojmout celý vesmír, byl obsažen ve tvém lůně, Theotókos!“